# Obres Mestres del Patrimoni Oral i Intangible de la Humanitat

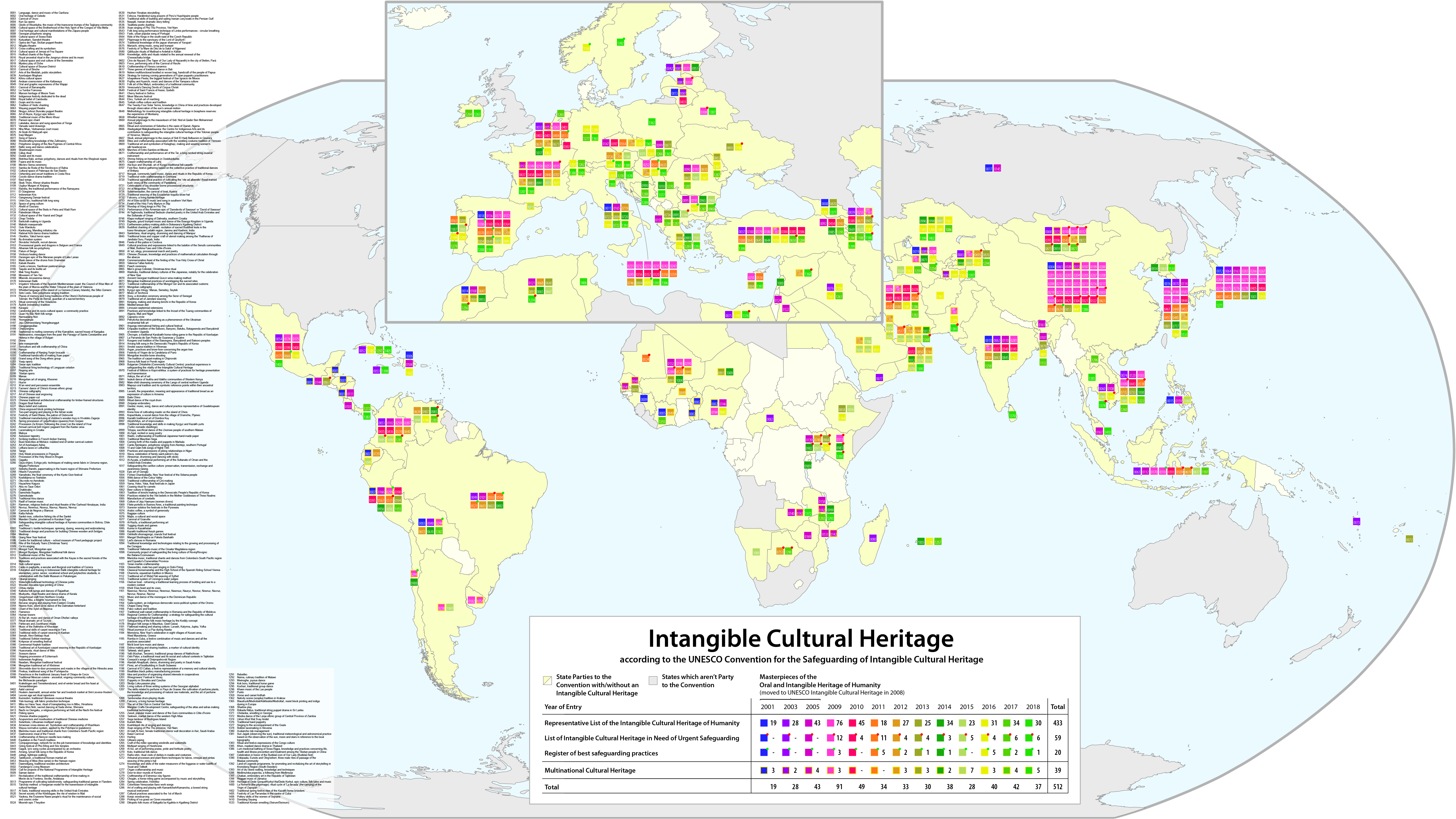
Distribució per països de les obres mestres del patrimoni oral i intangible de la humanitat.

Les Obres Mestres del Patrimoni Oral i Intangible de la Humanitat integren una llista mantinguda per la Unesco d'elements del patrimoni cultural immaterial que aquest organisme considera rellevants. La llista va començar en 2001 amb un conjunt de 19 obres a la que després es van afegir unes altres 28 en 2003. El 25 de novembre de 2005 es va emetre una llista agregant unes altres 43 obres.
Aquest programa es va concloure en 2006 amb l'entrada en vigor de la Convenció per la salvaguarda del patrimoni cultural immaterial. Les obres mestres estaran integrades dins de les llistes previstes per aquesta Convenció. El 4 de novembre de 2008, en la reunió de la Unesco a Istanbul, es va crear la Llista Representativa del Patrimoni Cultural Immaterial de la Humanitat, que estarà integrada en principi pels 90 elements que la Unesco va proclamar obres mestres del patrimoni oral i intangible en 2001, 2003 i 2005.

## Antecedents
Unesco defineix el patrimoni oral i immaterial com "el conjunt de creacions basades en la tradició d'una comunitat cultural expressada per un grup o per individus i que responen recongudament a les expectatives d'una comunitat en la mesura en què reflecteixen la seva identitat cultural i social." Llengua, literatura, música i dansa, jocs i esports, tradicions culinàries, els rituals i mitologies, coneixements i usos relacionats amb l'univers, els coneixements tècnics relacionats amb l'artesania i els espais culturals es troben entre les moltes formes de patrimoni immaterial. El patrimoni immaterial és vist com un dipòsit de la diversitat cultural, i l'expressió creativa, així com una força motriu per a les cultures vives. Com es pot ser vulnerable a les forces de la globalitació, la transformación social i la intol·lerància, La UNESCO encoratja les comunitats per identificar, documentar, protegir, promoure i revitalitzar aquest patrimoni.

## Proclamacions
A partir de 2001, el nou programa ha començat a identificar les diferents formes del patrimoni immaterial a tot el món per salvaguardar-ho a través d'una proclamació. En virtut d'aquest acte, els governs nacionals que s'adhereixin a la Convenció de la UNESCO, coneguts com els Estats membres, estan autoritzats a presentar cadascun un expedient de candidatura única, a més de múltiples nominacions nacionals, del patrimoni cultural immaterial que existeixen al seu territori. El patrimoni immaterial que es pot proposar en la inscripció es divideix en dues categories segons l'establert pel programa:
- formes d'expressió cultural popular i tradicional, o
- espais culturals, és a dir, llocs on les activitats culturals i populars es concentren i tenen lloc regularment (quadrats mercats, festivals, etc.)

Les candidatures són avaluades per un panell d'experts en patrimoni immaterial, incloses organitzacions no governamentals (ONG) especialitzades, i són estudiats per un jurat, que els seus 18 membres han estat prèviament seleccionats pel Director General de la UNESCO. Un conjunt de criteris ha estat creat per ajudar en l'avaluació de les candidatures. Les expressions culturals i els espais proposats per a la proclamació van haver de:
- demostrar el seu valor excepcional com a obra mestra del geni creador humà;
- donar àmplia evidència de les seves arrels en la tradició cultural o la història cultural de la comunitat en qüestió;
- ser un mitjà d'afirmació de la identitat cultural de les comunitats culturals que es tracti;
- una prova d'excel·lència en l'aplicació de l'habilitat i les qualitats tècniques;
- afirmar el seu valor de testimoniatge únic de tradicions culturals vives;
- estar en risc de degradació o de desaparició.

D'altra banda, els candidats han d'estar de conformitat amb els ideals de la UNESCO, en particular, amb la Declaració Universal dels Drets Humans. Les propostes de nomenament també van haver de presentar prova de la plena participació i acord de les comunitats locals i incloure un pla d'acció per la salvaguarda o la promoció dels espais culturals que es tracti o expressions, que han d'haver estat elaborats en estreta col·laboració amb els portadors de tradicions.
A través del procés de nominació, als Estats membres se'ls anima a realitzar un inventari del seu patrimoni immaterial, la sensibilització i la protecció d'aquests tresors. Alhora, les obres mestres proclamades reben el compromís de la UNESCO en el finançament dels plans per a la seva conservació.
Proclamacions en 2001, 2003 i 2005, han designat un total de 90 formes de patrimoni immaterial a tot el món com a obres mestres:

### 2001
- Belize, Guatemala, Hondures i Nicaragua - La llengua, la dansa i la música dels garifunes
- Benín - El patrimoni oral de Gelede
- Bolívia - El Carnestoltes d'Oruro.
- Xina - L'òpera Kunqu
- Costa d'Ivori - Les trompes Gbofe d'Afounkaha: la música i l'espai cultural de la comunitat Tagbana
- Espanya - el Misteri d'Elx
- Rússia - L'espai cultural i la cultura oral dels semeskies
- Geòrgia - El cant polifònic georgià
- Guinea - L'espai cultural del sosso-bala
- Índia - El teatre sànscrit Kutiyattam
- Itàlia - El teatre de titelles sicilià Opera dei Pupi
- Japó - El teatre Nôgaku
- Lituània (amb el suport de Letònia) - La creació i el simbolisme de les creus
- Marroc - L'espai cultural de la Plaça Jemaa el-Fna
- Uzbekistan - L'espai cultural del districte Boysun
- Filipines - Els relats cantats Hudhud dels ifugao
- República de Corea - El ritu real ancestral i la música ritual del santuari de Jongmyo
- República Dominicana - L'espai cultural de la Confraria dels Congos de l'Esperit Sant de Villa Mella

### 2003
- Azerbaidjan - El mugham àzeri
- Bèlgica - El carnestoltes de Binche
- Bolívia - La cosmovisió andina dels kallawayes
- Brasil - Les expressions orals i gràfiques dels wajapis
- Cambodja - El Ballet reial de Cambodja
- Xina - L'art musical del guquin
- Colòmbia - El carnestoltes de Barranquilla
- República de Corea - Els cants èpics pansoris
- Cuba - La Tomba francesa La Caridad de la Caridad d'Oriente
- Egipte - L'epopeia Al-Sirah al-Hilaliyya
- Estònia - L'espai cultural de Kinhu
- Índia - La tradició del cant vèdic
- Indonèsia - El teatre de marionetes wayang
- Iraq - El maqam iraquià
- Jamaica - Les tradicions dels cimarrons de Moore Town
- Japó - El teatre de marionetes Ningyo Johruri Bunraku
- Kirguizstan - L'art dels alkyns, narradors èpics kirguisos
- Madagascar - El treball de la fusta dels zafimaniry
- Mèxic - El Dia de Morts
- Mongòlia - La música tradicional del morin khuur
- República Centreafricana - Les tradicions orals dels pigmeus aka de la República Centreafricana
- Tonga - Lakalaka, balls i discursos cantats
- Turquia - L'art dels meddahs, narradors públics
- Vanuatu - Els dibuixos en la sorra
- Vietnam - El Nha Nhac, música de la cort vietnamita
- Iemen - El cant de Sanaa

Obres multinacionals
- Estònia, Letònia i Lituània - Les celebracions dels cants i balls bàltics
- Tadjikistan, Uzbekistan - La música shashmaqam

### 2005
| País                       | obra | Descripció |
| -------------------------- | --- | ---------- |
| Albània                    | Folklore iso-polifònic albanès                                                                                   |            |
| Algèria                    | Els Ahellil del Gourara                                                                                          |            |
| Armènia                    | La música Duduk                                                                                                  |            |
| Bangladesh                 | Cançons Baúl |            |
| Bèlgica i França           | Processons de gegants i dracs                                                                                    |            |
| Bhutan                     | El ball de màscares i timbals de Drametse                                                                        |            |
| Brasil                     | Samba de roda del recóncavo bahiano                                                                              |            |
| Bulgària                   | Les Bistritsa Babi (àvies de Bistritsa) – Polifonia arcaica, danses i pràctiques rituals de la regió de Shoplouk |            |
| Cambodja                   | Sbek Thom el teatre d'ombres khmer, El Ballet Reial de Cambodja                                                  |            |
| Xina                       | L'art de Xinjiang Uigur xinès Muqam                                                                              |            |
| Colòmbia                   | L'espai cultural de Palenque de San Basilio                                                                      |            |
| Costa Rica                 | Pastoreig de bous i carretes amb bous tradicionals a Costa Rica                                                  |            |
| República Txeca            | Slovácko Verbuňk, Dansa dels reclutes                                                                            |            |
| República Dominicana       | Cocolo dansa dramàtica tradicional                                                                               |            |
| Guatemala                  | Rabinal Achí, drama dinàstic dels Maies, amb ball i música tradicional dels achís                                |            |
| Índia                      | Ramlila: l'actuació tradicional dels Ramayana                                                                    |            |
| Indonèsia                  | Kris indonesi |            |
| Itàlia                     | El Canto a tenore de la cultura pastoral sarda                                                                   |            |
| Japó                       | Kabuki |            |
| Jordània                   | L'espai cultural dels Bedu a Petra i Wadi Rum                                                                    |            |
| Malawi                     | Ball Sanador Vimbuza                                                                                             |            |
| Malawi, Moçambic, i Zàmbia | Gule Wamkulu |            |
| Malàisia                   | Mak Yong |            |
| Mali                       | L'espai cultural dels Yaaral i Degal                                                                             |            |
| Mongòlia i Xina            | Urtiin Duu - Folklore tradicional de Mongòlia Cançó Llarga                                                       |            |
| Marroc                     | El Moussem de Tan-Tan                                                                                            |            |
| Moçambic                   | Chopi Timbila |            |
| Nicaragua                  | El Güegüense |            |
| Nigèria                    | Sistema de adivinació Ifa a Nigèria                                                                              |            |
| Perú                       | Taquile i el seu art tèxtil                                                                                      |            |
| Filipines                  | Èpica Darangen dels maranaos del llac Lanao                                                                      |            |
| Corea                      | Gangneung Danoje Festival                                                                                        |            |
| Romania                    | El Căluş |            |
| Rússia                     | L'epopeia heroica iacut Olonkho                                                                                  |            |
| Senegal i Gàmbia           | El Kankurang, o Mandingo, ritual iniciatori                                                                      |            |
| Eslovàquia                 | Fujara - Instrument musical i la seva música                                                                     |            |
| Espanya                    | Patum de Berga                                                                                                   |            |
| Territoris Palestins       | La Hikaye palestina                                                                                              |            |
| Turquia                    | La Cerimònia Mevlevi Sema                                                                                        |            |
| Uganda                     | La manufactura de roba d'escorça a Uganda                                                                        |            |
| Vietnam                    | L'espai de la cultura Gong a les Terres Altes Centrals de Vietnam                                                |            |
| Zàmbia                     | Les màscares Makishi                                                                                             |            |
| Zimbàbue                   | dansa Mbende/Jerusarema                                                                                          |            |

## Situació a partir del 2008
El creixent nombre de candidatures rebudes i el nombre d'obres mestres proclamades cada dos anys significa que l'objectiu de la UNESCO de crear consciència sobre la importància de la protecció del patrimoni immaterial s'ha aconseguit. L'augment del nombre d'Estats membres participants van portar a l'adopció del 2003 de la Convenció per la Salvaguarda del Patrimoni Cultural Immaterial, que va entrar en vigor en 2008. L'establiment d'instruments normatius havia de completar la convenció de Patrimoni Mundial de 1972 en la seva protecció de la cultura immaterial. Seguint l'exemple reeixit de la Convenció del Patrimoni Mundial de la Llista del Patrimoni Mundial, la UNESCO va establir la Llista Representativa del Patrimoni Cultural Immaterial de la Humanitat. Això va reemplaçar el programa quan la Convenció va entrar en vigor en 2008.
Totes les 90 Obres Mestres proclamades anteriorment, van ser presentades com les primeres entrades en la nova llista.
El procés per a la designació d'un element de la llista segueix uns passos similars a la Proclamació. L'antic paper del jurat va ser suplantat per un nou òrgan denominat Comitè Intergovernamental per la Salvaguarda del Patrimoni Cultural Immaterial.
A més, la UNESCO va establir un programa separat, identificant els elements en la Llista del Patrimoni Cultural Immaterial que requereix mesures urgents de salvaguarda, per ressaltar els elements en risc malgrat els esforços de la comunitat local per preservar i protegir-la, a conseqüència de la qual no es pot esperar que sobrevisqui sense la salvaguarda immediatament. Així mateix, es va establir un fons per proporcionar ajuda d'emergència per a la preservació d'aquests elements.